# Ayanleh Souleiman
Ayanleh Souleiman, né le 3 décembre 1992 à Djibouti, est un athlète djiboutien, spécialiste des courses de demi-fond.

## Biographie
En 2011, Ayanleh Souleiman remporte le titre du 1 500 mètres des Jeux panarabes, à Doha, dans le temps de 3 min 34 s 32, permettant à son pays de remporter la toute première médaille dans cette compétition.
Il participe aux Championnats du monde en salle disputés à Istanbul en mars 2012. Il se classe cinquième de l'épreuve du 1 500 m en signant un nouveau record personnel en 3 min 39 s 51. En mai, à l'occasion du Qatar Athletic Super Grand Prix de Doha, il termine neuvième du 3 000 m en 7 min 42 s 22, et améliore le record national de la discipline. Quelques jours plus tard, lors du meeting des Fanny Blankers-Koen Games, à Hengelo, le Djiboutien se classe deuxième du 1 500 m, derrière Nixon Chepseba, dans le temps de 3 min 30 s 31. Fin juin 2012, il remporte la médaille d'argent du 1 500 m, derrière le kényan Caleb Ndiku, à l'occasion des championnats d'Afrique de Porto-Novo, au Bénin. 
Le 8 février 2013 il remporte le 1 500 mètres du PSD-Bank Meeting Düsseldorf, et réalise par ailleurs un nouveau record personnel sur 3 000 m lors du Flanders Indoor en 7 min 39 s 81. Vainqueur de l'épreuve du mile lors des Bislett Games d'Oslo, sixième étape de la Ligue de diamant 2013, en 3 min 50 s 53, il établit un nouveau record personnel sur 800 m en 1 min 43 s 63 à l'occasion de la réunion de Sollentuna, en Suède. Début juillet, il remporte le 1 500 m du meeting Areva (3 min 32 s 55).
Le 13 août 2013, il s'incline derrière Mohamed Aman et Nick Symmonds sur 800 m, et remporte la médaille de bronze aux Championnats du monde de Moscou, une première pour un Djiboutien depuis Ahmed Salah, médaillé d'argent sur marathon en 1987 et 1991.
Ayanleh Souleiman décroche son premier titre lors d'un championnat inter-continental en mars 2014 à Sopot, en Pologne, en remportant la finale du 1 500 m des championnats du monde en salle en 3 min 37 s 52, devançant à l'arrivée l’Éthiopien Aman Wote et le tenant du titre marocain Abdalaati Iguider. Le 9 mai lors du Qatar Athletic Super Grand Prix de Doha, il porte le record national de Djibouti du 1 500 m à 3 min 30 s 16 mais s'incline néanmoins devant Asbel Kiprop. Fin mai, lors de la Prefontaine Classic d'Eugene, il établit un nouveau record national du Mile en 3 min 47 s 32, puis s'impose par la suite sur cette même distance lors des Bislett Games d'Oslo. En août 2014, à Marrakech au Maroc, au cours des championnats d'Afrique, Souleiman remporte le titre du 1 500 m et devient le premier athlète djiboutien à décrocher un titre continental sur piste, en devançant dans le temps de 3 min 42 s 49 les Kényans Asbel Kiprop et Ronald Kwemoi. En fin de saison 2014, il remporte sous les couleurs de l'Afrique la coupe continentale de Marrakech, devant Kiprop et Mekhissi-Benabbad.

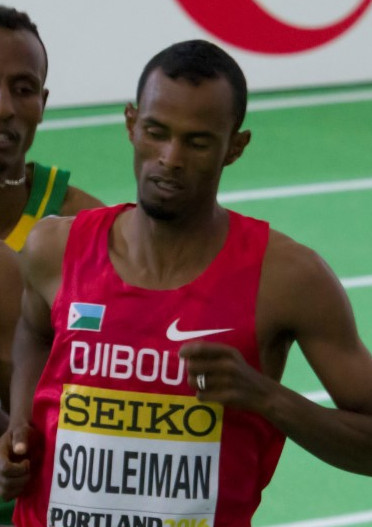
Ayanleh Souleiman lors des mondiaux en salle 2016.

Le 17 février 2016, à Stockholm, il établit un nouveau record du monde en salle du 1 000 m en 2 min 14 s 20, améliorant de 76/100e de seconde l'ancienne meilleure marque mondiale du Danois Wilson Kipketer établie en 2000.
Le 20 mars 2016, Souleiman se classe 9e des championnats du monde en salle de Portland sur le 1 500 m.
Le 13 février 2018, à Liévin, il établit la meilleure performance mondiale de l'année en salle du 1 500 m en 3 min 35 s 39.

## Palmarès
| Date | Compétition                    | Lieu             | Résultat | Épreuve | Temps          |
| ---- | ------------------------------ | ---------------- | -------- | ------- | -------------- |
| 2011 | Jeux panarabes                 | Doha             | 1er      | 1 500 m | 3 min 34 s 32  |
| 2012 | Championnats du monde en salle | Istanbul         | 5e       | 1 500 m | 3 min 47 s 35  |
| 2012 | Championnats d'Afrique         | Porto-Novo       | 2e       | 1 500 m | 3 min 36 s 34  |
| 2013 | Championnats panarabes         | Doha             | 1er      | 1 500 m | 3 min 39 s 44  |
| 2013 | Championnats du monde          | Moscou           | 3e       | 800 m   | 1 min 43 s 76  |
| 2013 | Jeux de la Francophonie        | Nice             | 1er      | 1 500 m | 3 min 57 s 35  |
| 2013 | Ligue de diamant               | Ligue de diamant | 1er      | 1 500 m | détails        |
| 2014 | Championnats du monde en salle | Sopot            | 1er      | 1 500 m | 3 min 37 s 52  |
| 2014 | Championnats d'Afrique         | Marrakech        | 1er      | 1 500 m | 3 min 42 s 49  |
| 2014 | Coupe continentale             | Marrakech        | 1re      | 1 500 m | 3 min 48 s 91  |
| 2014 | Ligue de diamant               | Ligue de diamant | 3e       | 800 m   | détails        |
| 2014 | Ligue de diamant               | Ligue de diamant | 2e       | 1 500 m | détails        |
| 2015 | Championnats panarabes         | Madinat 'Isa     | 1er      | 5 000 m | 13 min 17 s 97 |
| 2016 | Championnats du monde en salle | Portland         | 9e       | 1 500 m | 3 min 53 s 69  |
| 2016 | Jeux olympiques                | Rio de Janeiro   | 4e       | 1 500 m | 3 min 50 s 29  |
| 2018 | Ligue de diamant               | Ligue de diamant | 3e       | 1 500 m | 3 min 31 s 24  |
| 2019 | Championnats panarabes         | Le Caire         | 1er      | 1 500 m | 3 min 43 s 84  |
| 2019 | Jeux africains                 | Rabat            | 2e       | 1 500 m | 3 min 38 s 44  |

## Records
| Épreuve   | Épreuve | Performance        | Lieu      | Date            |
| --------- | ------- | ------------------ | --------- | --------------- |
| Plein air | 800 m   | 1 min 42 s 97 (NR) | Monaco    | 17 juillet 2015 |
| Plein air | 1 500 m | 3 min 29 s 58      | Monaco    | 18 juillet 2014 |
| Plein air | Mile    | 3 min 47 s 32      | Eugene    | 31 mai 2014     |
| Plein air | 3 000 m | 7 min 42 s 22      | Doha      | 11 mai 2012     |
| Salle     | 1 000 m | 2 min 14 s 20      | Stockholm | 17 février 2016 |
| Salle     | 1 500 m | 3 min 35 s 2       | Stockholm | 6 février 2014  |
| Salle     | 3 000 m | 7 min 39 s 81      | Gand      | 10 février 2013 |